# Тыдэотта (приток Большой Хадырьяхи)
Тыдэотта (устар. Тыдыотта) — река в России, протекает по Ямало-Ненецкому АО. Устье реки находится в 56 км по левому берегу реки Большая Хадырьяха. Длина реки составляет 23 км.

## Данные водного реестра
По данным государственного водного реестра России относится к Нижнеобскому бассейновому округу, водохозяйственный участок реки — Пур. Речной бассейн реки — Пур.
Код объекта в государственном водном реестре — 15040000112115300060565.